# أوليغ سالنيكوف
أوليغ سالنيكوف (بالروسية: Сальников, Олег Николаевич)‏ هو لاعب كرة قدم روسي في مركزي الوسط والدفاع، ولد في 1 ديسمبر 1975 في بيكاليوفو في روسيا. لعب مع بالتيكا كالينينغراد ودينامو ستافروبول وروبين قازان ونادي فولغا نيجني نوفغورود.